# Rocket Singh: Salesman of the Year
Pour plus de détails, voir Fiche technique et Distribution.
Rocket Singh: Salesman of the Year est un film de Bollywood sorti en 2009, dirigé par Shimit Amin et produit par Yash Raj Films. Le scénario, écrit par Jaideep Sahni qui avait déjà collaboré avec Shimit Amin pour Chak De! India, raconte l'histoire d'un jeune vendeur convaincu qu'il est possible de réussir sans se compromettre. Les rôles principaux sont tenus par Ranbir Kapoor, Shazahn Padamsee et Gauhar Khan tandis que les chansons sont composées par Salim-Sulaiman sur des paroles de Jaideep Sahni.

## Synopsis
Harpreet Singh Bedi, jeune homme intimement persuadé de sa vocation de vendeur, est embauché par une société d'informatique. Mais ses principes de sikh intègre sont heurtés par la pratique des pots de vin qu'il refuse et s'empresse de dénoncer, au désespoir de son employeur qui non seulement le désavoue mais l'humilie.
Convaincu que même dans la vente l’honnêteté peut être payante, avec d'autres déçus du système, Harpreet monte son entreprise, Rocket Sales Corporation. Basée sur le respect des employés et l'écoute des besoins des clients, la nouvelle société s'impose rapidement.

## Fiche technique
- Titre : Rocket Singh: Salesman of the Year
- Réalisateur : Shimit Amin
- Scénario : Jaideep Sahni
- Musique : Salim-Sulaiman
- Parolier : Jaideep Sahni
- Direction artistique : Jigeesha Pasricha
- Photographie : Vikash Nowlakha Anshum
- Montage : Arindam Ghatak
- Production : Aditya Chopra pour Yash Raj Films
- Langue : hindi
- Pays d'origine : Inde
- Date de sortie : 11 décembre 2009
- Format : Couleurs
- Genre : comédie dramatique
- Durée : 156 minutes

## Distribution
- Ranbir Kapoor : Harpreet Singh Bedi
- Shazahn Padamsee : Sherena
- D. Santosh : Girish Reddy
- Gauhar Khan : Koena
- Manish Choudhary : Puri
- Prem Chopra : P.S. Bedi
- Mukesh Bhatt : Chotelal Mishra
- Navin Kaushik : Nitin Rathore